# الكسندر كيويستا
الكسندر كيويستا (بالإسبانية: Alexander Cuesta)‏ هو ملحن كولومبي، ولد في 6 أغسطس 1966 في بوغوتا في كولومبيا.